# Eva Pagán
Eva Pagán es una ingeniera industrial española y fue la primera mujer que trabajó en el área de mantenimiento de las líneas de Red Eléctrica de España (REE).

## Trayectoria
Pagán es licenciada por la Escuela Técnica Superior de Ingenieros Industriales de la Universidad Politécnica de Madrid. Comenzó su trayectoria profesional como becaria en REE en 1994, siendo entonces la única mujer ingeniera de la empresa. A partir de entonces continuó su trabajo en Red Eléctrica con distintos puestos y responsabilidades hasta llegar a la dirección general de Transporte de la red. Fue técnica del Área de Ingeniería de Equipos de Alta Tensión (1995); ocupó diversos puestos de dirección, primero de esa área, luego del Departamento de Mantenimiento de Subestaciones, así como de la Demarcación Tajo y fue subdirectora general de Mantenimiento de Instalaciones. En 2019, Pagán fue nombrada directora general de Transporte de REE y es la responsable directa de toda la red de alta tensión de electricidad en España, unos 45.000 kilómetros de cables que vertebran el sistema eléctrico del país.
Ha participado en congresos, como el I Congreso Nacional 'La mujer en la ingeniería, la tecnología y la industria', celebrado en Valencia en 2019, organizado por la Real Academia de Ingeniería de España (RAI), con el apoyo del Foro Ingeniería y Sociedad, un encuentro cuyo principal objetivo es reconocer y promocionar el talento femenino en las áreas de la ingeniería, la tecnología y la industria. Además, Pagán ha realizado importantes proyectos como la interconexión submarina Tenerife-La Gomera, que permitió mejorar la eficiencia y fiabilidad del suministro para el conjunto del sistema formado por ambas islas y que supone la reducción de los costes de generación eléctrica y de la dependencia de combustibles fósiles, además de una mejora medioambiental.
Otro proyecto de gran relevancia es el referido al bosque marino de posidonia oceanica donde la compañía fue galardonada por este proyecto de restauración de praderas de posidonia con un accésit en la categoría especial 'Empresa y biodiversidad' de los Premios Europeos de Medio Ambiente a la Empresa (EBAE), en su edición española 2017/2018. Este proyecto versa sobre la restauración de las praderas de posidonia oceánica, una especie vegetal clave para la biodiversidad y la preservación de los ecosistemas acuáticos y sistemas dunares en Mallorca. Ante el recibimiento de este premio, Pagán destacó "los criterios sociales y sostenibles que deben primar en el desarrollo de cualquier proyecto de infraestructuras".